# Coussarea obscura
Coussarea obscura är en måreväxtart som beskrevs av Johannes Müller Argoviensis. Coussarea obscura ingår i släktet Coussarea och familjen måreväxter. Inga underarter finns listade i Catalogue of Life.